# 주성초등학교
주성초등학교는 대한민국 충청북도 청주시 상당구 영동에 있는 공립 초등학교인데 1896년 당시에 첫 개교되었다.

## 학교 연혁
- 1896년 9월 17일 청주군 공립소학교 개교(상당구 북문로1가 175-10)[1]
- 1907년 5월 6일 청주공립보통학교로 개명
- 1911년 3월 31일 제1회 졸업식(32명)
- 1912년 3월 22일 제2회 졸업식(31명)
- 1922년 7월 5일 신축 교사 이전(영동 83)
- 1933년 6월 1일 제2보통학교[2] 개교로 명칭 변경(청주제1공립보통학교)
- 1937년 3월 31일 청주영정공립보통학교로 개칭[3]
- 1938년 4월 1일 청주영정공립심상소학교로 개명[4]
- 1941년 4월 1일 청주영정공립국민학교로 개명[5]
- 1948년 7월 20일 청주주성공립국민학교로 개명
- 1949년 8월 31일 주성국민학교로 개칭
- 1996년 3월 1일 주성초등학교로 개명[6]
- 2000년 2월 25일 충북학생보람관 준공
- 2001년 2월 10일 주성교육박물관 개관
- 2004년 5월 12일 주성 어울림 한마당 운동회
- 2007년 5월 6일 주성초등학교 개교 100주년 축제
- 2008년 3월 1일 특수학급 신설
- 2019년 9월 1일 이은미 교장 부임(제41대)
- 2020년 1월 16일 제109회 졸업(총 졸업생 25,181명)

## 주성교육박물관
- 박물관 건물 : 1923년 지방유지들의 성금으로 건립한 강당(120평)
- 교육사 자료
  - 연보 : 교육이념, 교육과정, 입시제도, 교육자치, 국가 사회의 주요 사항
  - 학교 : 연혁자료, 학사기록자료, 연구자료
  - 교육자료 : 교육과정, 교과서, 학습자료
  - 교육기관 : 충청북도교육청, 청주교육청, 청주시청
  - 동문회 : 조직및 운영, 인명, 동문회 활동
- 생활사 자료 : 의식주 생활자료, 예절 생활자료, 농경 생활자료, 경제 생활자료, 유물및 민속 자료, 향토문화자료

## 학교 상징
- 교화 - 백목련 : 청아함과 그윽한 향기는 슬기로운 주성 어린이
- 교목 - 잣나무 : 높고 곧은 기상은 바르고 튼튼한 주성 어린이

## 참고 자료
- 주성초등학교 - 한국교육학술정보원 학교알리미